# Réunification chinoise de 1928
Ne doit pas être confondu avec Réunification de la Chine.
 (juin 2018).
Si vous disposez d'ouvrages ou d'articles de référence ou si vous connaissez des sites web de qualité traitant du thème abordé ici, merci de compléter l'article en donnant les références utiles à sa vérifiabilité et en les liant à la section « Notes et références ».

Le drapeau à « cinq couleurs » du gouvernement de Beiyang.

Le drapeau de la République de Chine.

La réunification chinoise de 1928, aussi appelée remplacement du drapeau du Nord-Est (東北易幟, Dōngběi Yìzhì), est un événement historique annoncé par Zhang Xueliang le 29 décembre 1928 lors du remplacement de tous les drapeaux du gouvernement de Beiyang de Manchourie par le drapeau du gouvernement nationaliste, unissant ainsi la Chine, instable depuis la révolution chinoise de 1911, sous une seule autorité.

## Origine
En avril 1928, Tchang Kaï-chek redevient commandant de l'armée nationale révolutionnaire, fonction qu'il avait précédemment abandonnée pour s'occuper de la scission du Kuomintang durant la première expédition du Nord. Il entame la seconde expédition et approche de Pékin vers la fin mai. Le gouvernement de Beiyang est forcé de se dissoudre avec pour résultat que Zhang Zuolin abandonne Pékin pour retourner en Mandchourie et est assassiné lors de l'incident de Huanggutun par l'armée japonaise du Guandong. La Mandchourie reste cependant sous le contrôle de la clique du Fengtian qui arbore toujours le drapeau du gouvernement de Beiyang. L'objectif final de l'expédition du Nord n'est pas complètement atteint.

## Déroulement
Immédiatement après la mort de Zhang Zuolin, son fils Zhang Xueliang retourne à Shenyang pour lui succéder. Le 1er juillet, Zhang Xueliang annonce un armistice avec l'armée nationale révolutionnaire et proclame qu'il n'interféra pas avec la réunification. Les Japonais sont insatisfaits par cette annonce et demande à Zhang de déclarer l'indépendance de la Mandchourie. Zhang Xueliang refuse cette demande et s'occupe des questions de l'unification. Le 3 juillet, Tchang Kaï-chek arrive à Pékin et rencontre le représentant de la clique du Fengtian pour discuter d'un règlement pacifique. Cette négociation montre la concurrence entre les États-Unis et le Japon dans la sphère d'influence chinoise car les États-Unis soutiennent la volonté de Tchang Kaï-chek d'unir la Mandchourie à la Chine. Sous pression des Américains et des Britanniques, le Japon est diplomatiquement isolé sur la question. Le 29 décembre, Zhang Xueliang annonce le remplacement de tous les drapeaux de Mandchourie et accepte la juridiction du gouvernement nationaliste. Deux jours plus tard, celui-ci nomme Zhang à la tête de l'armée du Nord-Est. La Chine est symboliquement réunifiée à ce moment.